# Гринчук
Гринчу́к — село в Україні, у Жванецькій сільській територіальній громаді Кам'янець-Подільського району Хмельницької області.

## Назва
Чому поселення має таку назву, мало хто відає, можливо від імені чи прізвища першопоселенця. Юхим Сіцінський згадував ще один топонім: Степаниківці, в 1431 році польський король Владислав II Ягайло дарував Франчку зі Степаниківців село в куті над Дністром. А Франчик назвав нову маєтність на честь власної малої батьківщини. Можливо бути, що ці Степаниківці це сучасне село Гринчук.

## Географія
Наддністрянське село Гринчук розкинулося на лівому березі Дністра, за 31 кілометрів від Кам'янця-Подільського та за 14 кілометри від автошляху національного значення Н03.

### Клімат
Гринчук знаходяться в межах вологого континентального клімату із теплим літом у так званому «теплому Поділлі», тут весна настає на 2 тижні раніше. Але діяльність людини призводить до поганих змін та глобального потепління.

## Історія
Поблизу села виявлено городище, воно належало давньоруському населенню і входило до складу Галицько-Волинського князівства.
Перша згадка про село датується від 1431 року.
В XVI—XVIII століттях село належало до кам'янецького староства.
В 1565 року село Гринчук орендує Костревський. В 1615 році документи фіксують нового власника, після татарських набігів ним стає Валентій Калиновський, розбудовувач Жванця і кам'янецький староста.
1672 році власник Мислишевський. Саме біля Гринчука Дністер форсували передові загони турецької армії, що йшли на Кам'янець. Жителі з села втекли.
Коли Кам'янеччина відійшла до Російської імперії у 1795 році, ці землі надали графу Аркадію Моркову і його нащадки володіли Гринчуком майже століття.
У 1880-х село перейшло до Наталії Оболенської.
За польськими даними в 1882 році у придністровському Гринчуці проживало 574 жителів.
У 1890-х 510 десятин місцевої землі дісталися В. Харжевському, новий власник збудував палац «пана Харжевського», а поруч, фільварок зі стайнею, господарськими спорудами і кузню. За радянського часу маєток перетворили на школи, за часів незалежності продали у приватну власність. Станом на травень 2017 року, палац все ще потопав у бузку, так само занепадав і руйнувався.

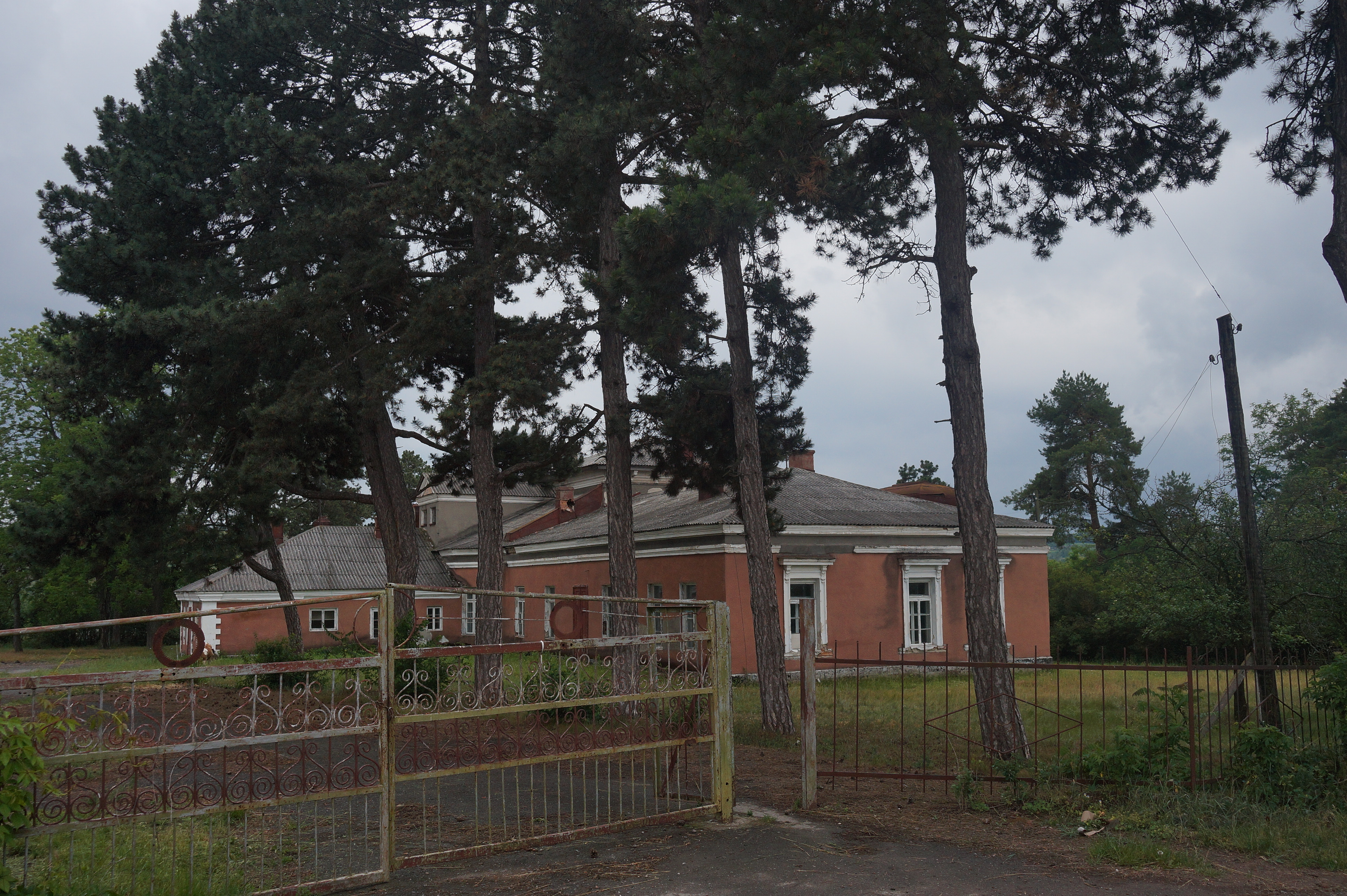
Палац Харжевського
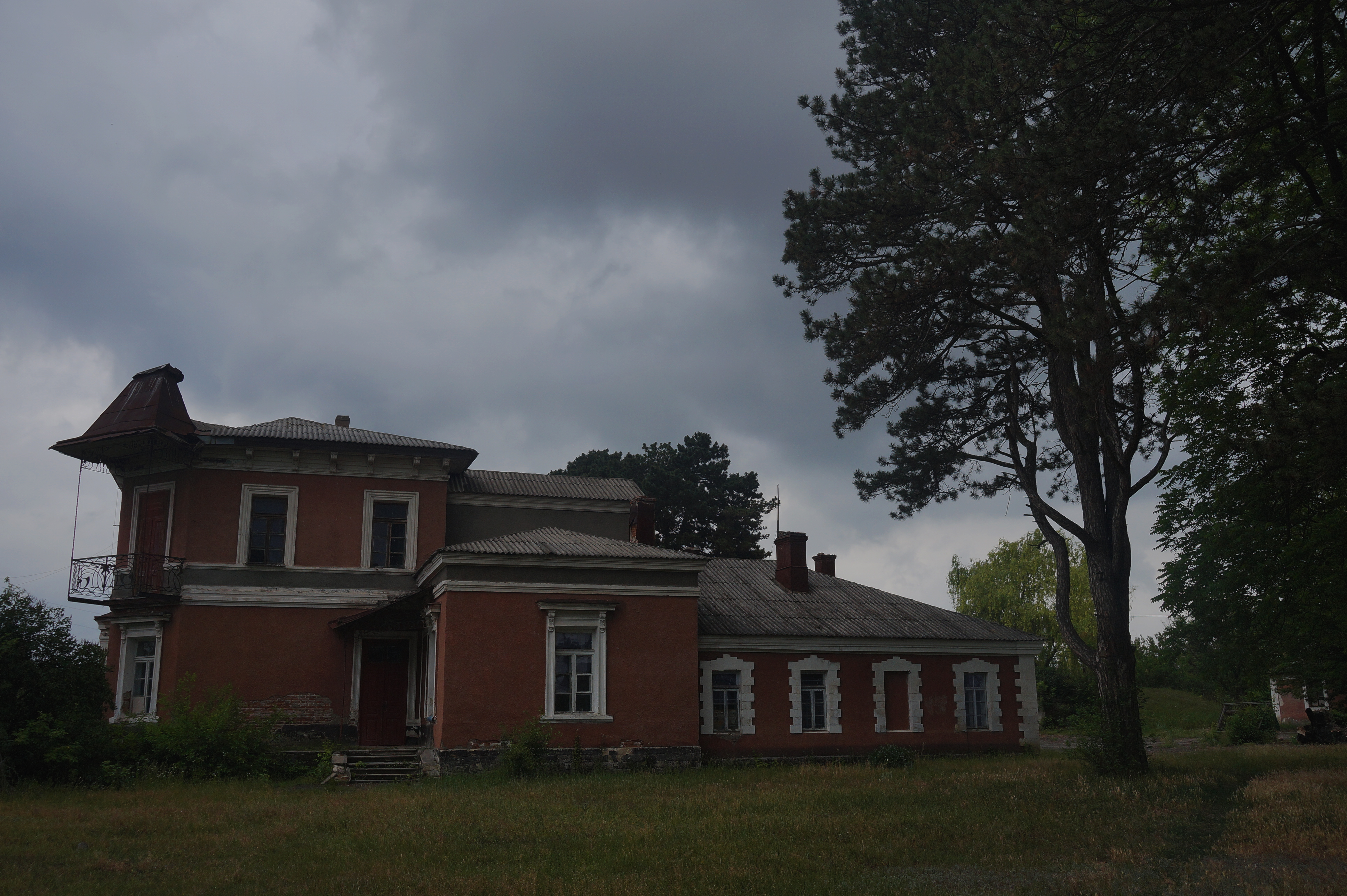
Палац Харжевського

Внаслідок поразки визвольних змагань на початку XX століття, надовго окуповане російсько-більшовицькими загарбниками.
Радянська окупація принесла колективізацію та розкуркулення, мешканці села зазнали репресій.
В 1932–1933 селяни села пережили сталінський голодомор, який забрав життя багатьох односельчан.
Після завершення Другої світової війни у 1946—1947 роках село вчергове пережило голод.
В 1981 році почалось заповнення басейну Дністра водою, яке тривало шість років, внаслідок цього частина села Гринчук затоплено в долині річки Дністер.
З 1991 року село в складі незалежної України.
8 вересня 2017 року шляхом об'єднання сільських рад, село увійшло до складу Жванецької сільської громади. Об'єднання в громаду має створити умови для формування ефективної і відповідальної місцевої влади, яка зможе забезпечити комфортне та безпечне середовище для проживання людей. Колишній орган місцевого самоврядування — Гринчуцька сільська рада.
18 грудня 2017 року у селі відкрили поштове відділення Укрпошти.
28 травня 2022 року відбувся схід села, на якому 90 % присутніх парафіян сільського храму проголосували «за» перехід до ПЦУ.
24 червня 2022 року в селі в рамках деколонізації перейменовано вулиці: вул. Пушкіна — на вул. Дружби та вул. Гагаріна — на вул. Привітна.

## Населення
Населення становить 251 осіб.

### Мова
У селі поширені західноподільська говірка та південноподільська говірка, що відносяться до подільського говору, який належить до південно-західного наріччя.
100 % населення вказало своєю рідною мовою українську мову за даними перепису 2001 року.

## Релігія
- Церква Свято-Успенська (ПЦУ)

## Охорона природи
Село лежить у межах національного природного парку «Подільські Товтри».

## Відомі люди

### Народились
- Слободян Едуард Геннадійович (1986—2014) — молодший сержант, кулеметник 5-ї роти 2-го батальйону 80-ї окремої аеромобільної бригади, Збройних сил України, загинув при виконанні обов'язків, під час війни на сході України між селами Стукалова Балка та Цвітні Піски (Луганської області).[5][6]
- Григоришин Іван Леонтійович — білоруський учений у галузі електронної оптики й мікроелектроніки, доктор технічних наук.

## Галерея

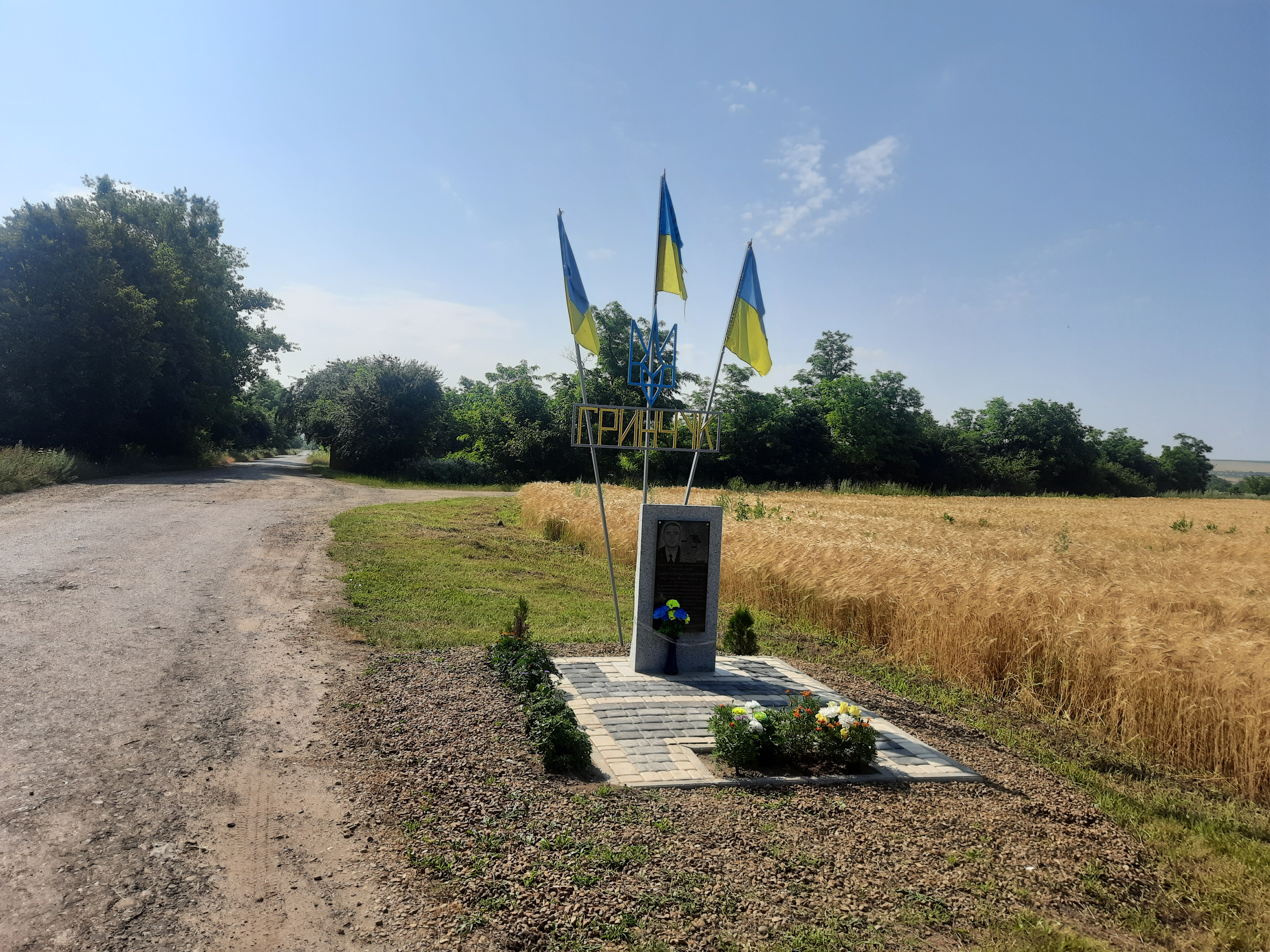
В'їзд у село
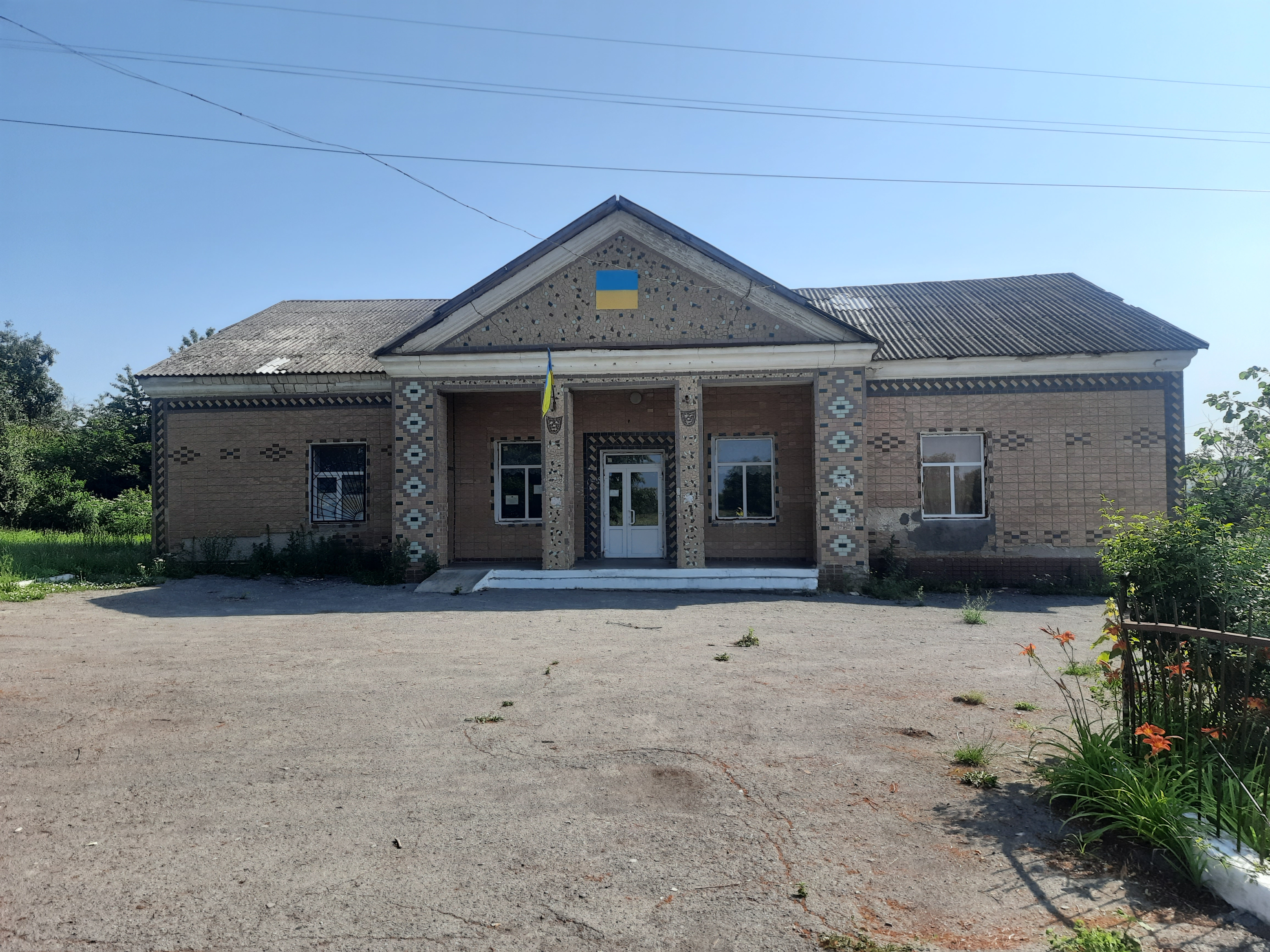
Будинок культури
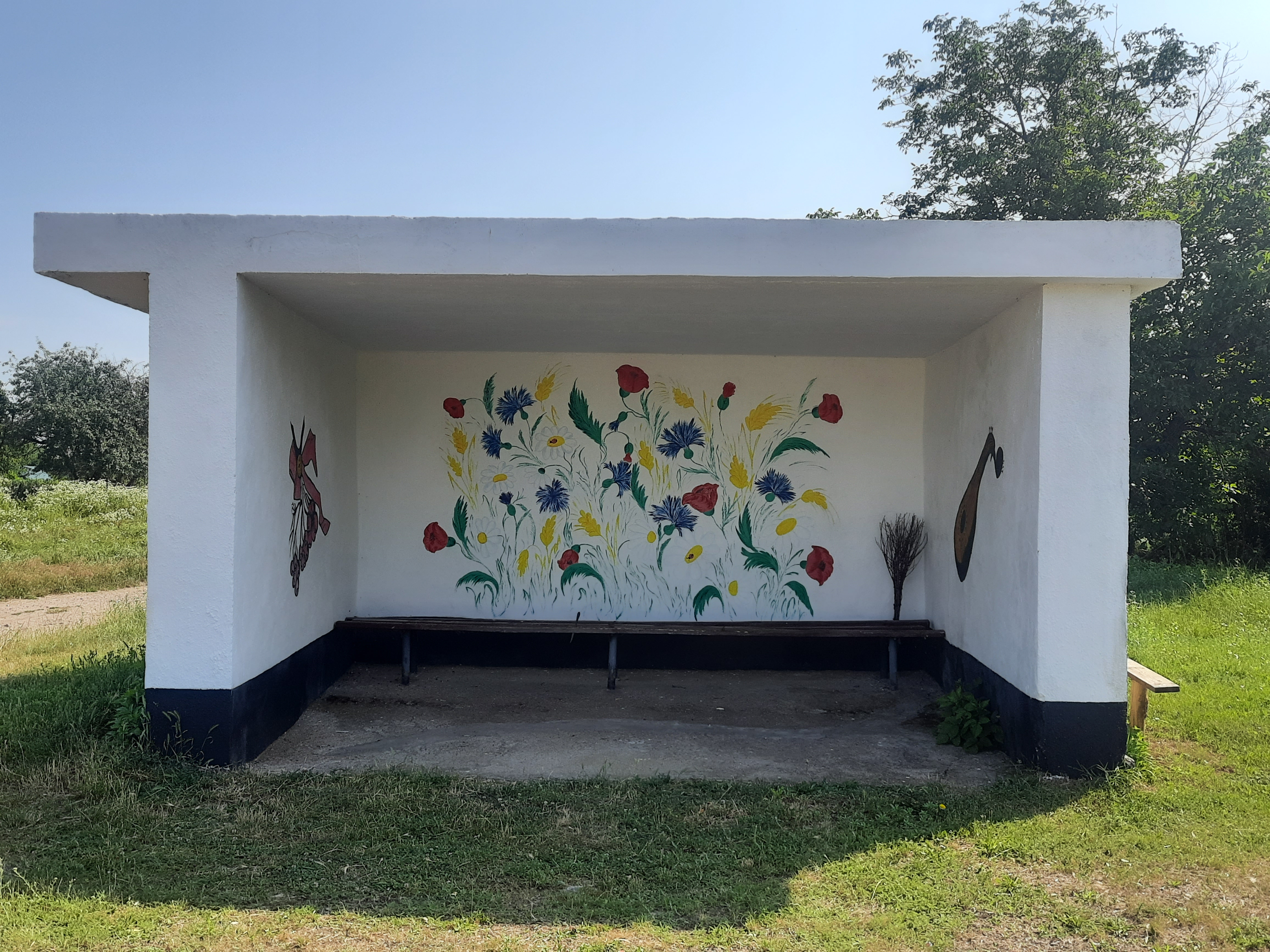
Автобусна зупинка
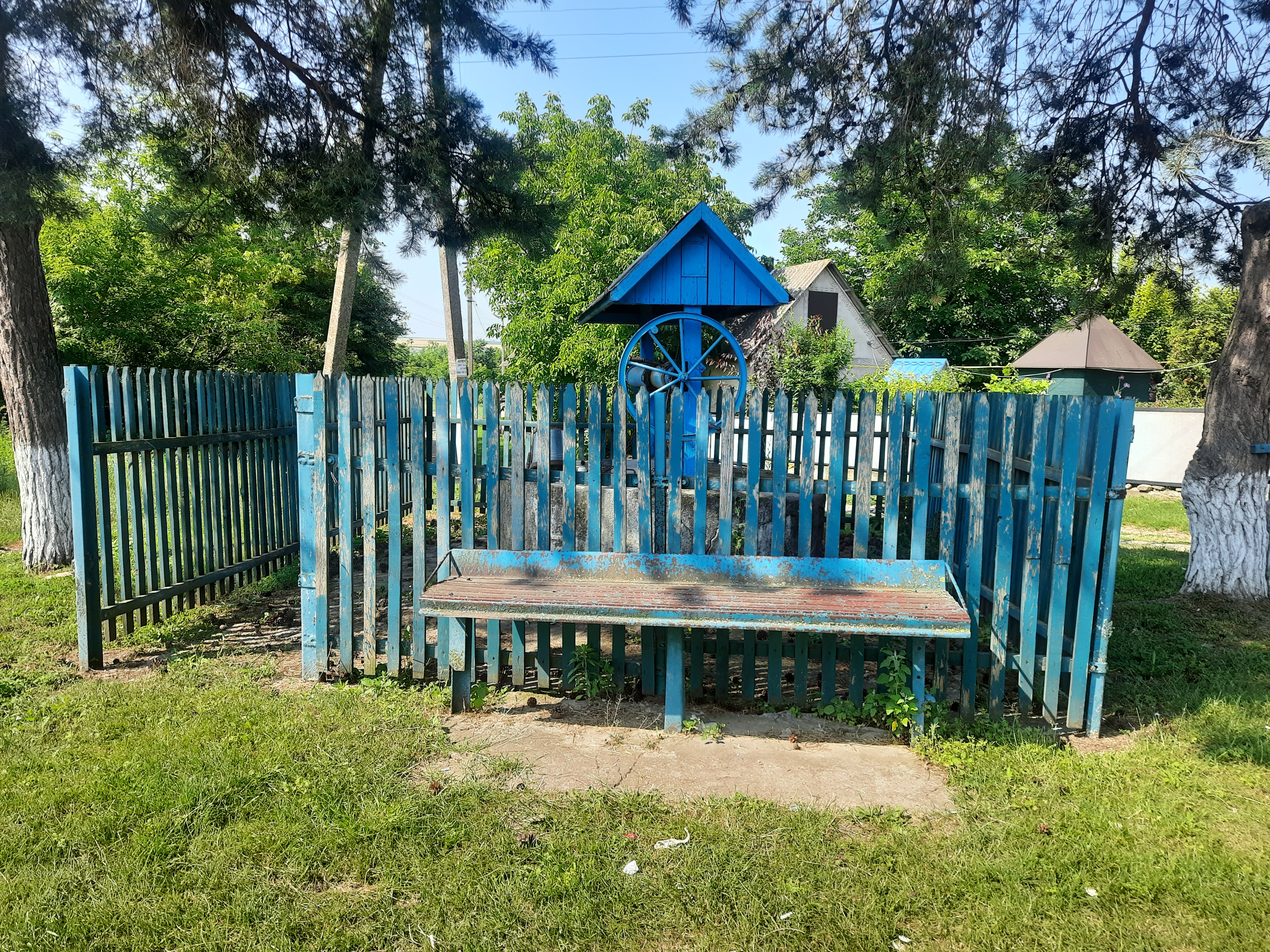
Сільська криниця